# Церковь Александра Невского (Тайцы)
Храм святого благоверного великого князя Александра Невского — православный храм в деревне Александровка, на окраине посёлка Тайцы Гатчинского муниципального округа Ленинградской области. Построен в конце XVIII века.

## История и архитектура
Церковь была построена на землях, принадлежавших крупному уральскому горнозаводчику Александру Григорьевичу Демидову в 1790—1794 годах. Освящение произошло 18 июля 1794 года в честь небесного покровителя хозяина усадьбы. Сооружение представляло собой здание с пяти главами, крытое железом. Основной объём, квадратный в плане, со срезанными углами и полуциркульной апсидой, перекрыт крестовыми сводами и в центральной части пологим куполом на парусах.
В декоре церкви прослеживаются мотивы русской архитектуры XVII века: подкарнизный пояс, фронтончики, напоминающие «кокошники» московских храмов и фронтоны стрельчатого очертания. Внутри находились около десятка образов с серебряными ризами. Наиболее заметными из них были иконы святого князя Александра Невского, Казанской иконы Божией Матери, святых Петра и Евлампия, а также двухсторонний образ с изображениями Божией Матери «Всех Скорбящих Радость», святителя Григория Богослова и священномученика Парамона с массивной 2,5-фунтовой серебряной ризой, с которым проходили крестные ходы. Белый деревянный иконостас храма был увенчан овальной иконой «Тайной вечери», пилоны и своды храма были украшены росписью и орнаментом.
С середины XIX века церковь стала усыпальницей рода Демидовых. В 1862 году здесь был похоронен Пётр Григорьевич Демидов, а в 1876 году его супруга Елизавета Николаевна Демидова. Также при храме покоится их сын Григорий, умерший в 11-летнем возрасте. Рядом с храмом находились захоронения членов семей Шишовых и Белавских.

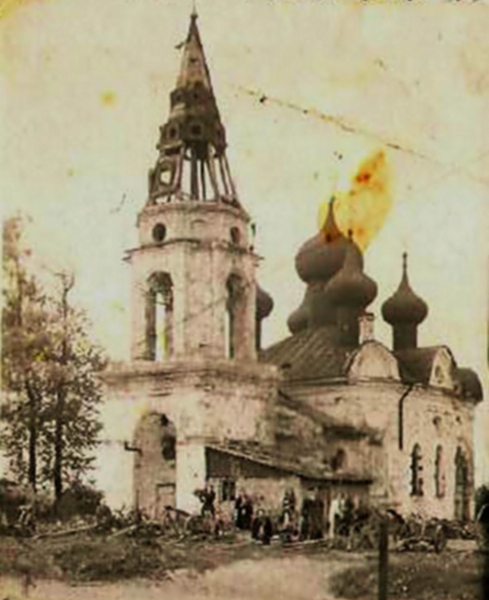
Вид церкви в 1922 году

Церковь была закрыта около 1936 года. Утварь и ризы с икон были реквизированы. До конца Великой Отечественной войны в ней сохранялся иконостас, а на куполах стояли кресты. В августе 1941 года Тайцы были заняты немецкими частями. Церковь вновь открылась. Из Александро-Невской церкви туда были перенесены сохранившиеся иконы и церковная утварь. После войны часть икон, киоты с иконами святого князя Александра Невского и великомученицы Параскевы, иконостас и даже часть клиросного ограждения были взяты во вновь открытую Александро-Невскую церковь в Красном Селе. В здании разместили находился элеватор колхоза «Первое мая», в колокольне — склад ГСМ. В 1952 году церковь ещё была украшена куполами, крестами и колокольней. В 1960-е годы они были снесены.
В 1992 году силами организации «Леноблреставрация» провели консервацию здания, сделали паспорт памятника, выполнили обмеры и эскизный проект реставрации. Осенью 2007 года была вновь зарегистрирована община. В притворе обустроен временный храм, в котором с 2008 года возобновились регулярные молебны. 10 сентября 2011 года храм был освящён благочинным отцом Владимиром Феером.
В 2011 году в ходе фундаментных работ в алтарной части храма под солеей нашли четыре захоронения членов семьи Демидовых. В июле 2012 года в храме провели повторное захоронение останков.